# 華納兄弟電視公司
華納兄弟電視公司（Warner Bros. Television）是華納兄弟娛樂集團旗下負責電視製作及銷售的部門，同時也是屬於华纳媒体的子公司之一。同CBS電視工作室一樣，華納兄弟電視公司也是CW電視台官方合作製作公司之一。但同時，華納兄弟電視公司所製作的節目也會供應給其他電視台，例如：《V星入侵》就曾經供應給美國廣播公司；以及《真相追擊》曾供應給特纳电视网。